# Miguel Ángel López (Leichtathlet)

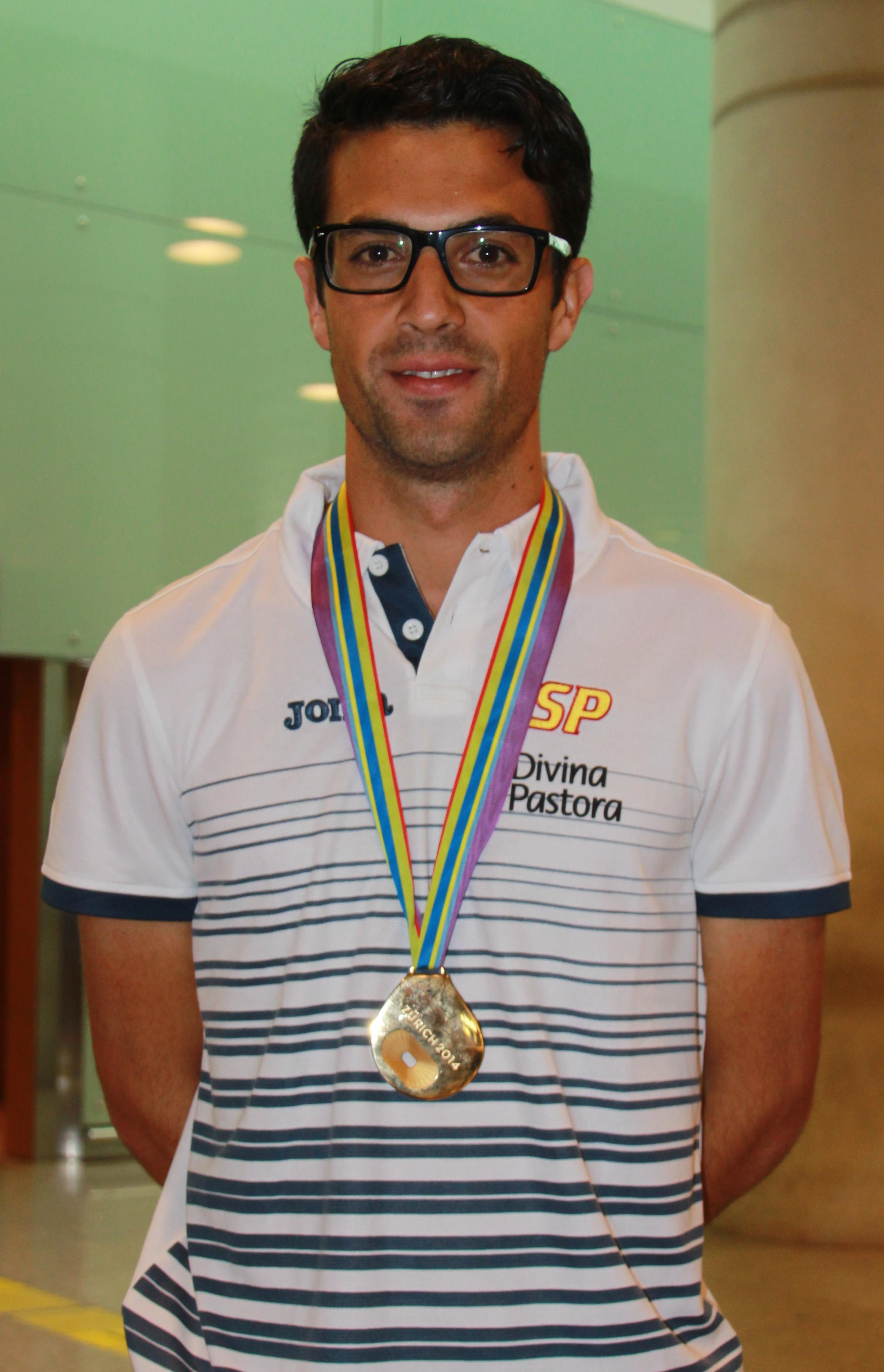
Miguel Ángel López (2014)

Miguel Ángel López (Miguel Ángel López Nicolás; * 3. Juli 1988 in Murcia) ist ein spanischer Geher.
Über 20 km kam er bei den Europameisterschaften 2010 in Barcelona auf Rang 14 und bei den Weltmeisterschaften 2011 in Daegu auf Rang 16. Bei den Olympischen Spielen 2012 in London wurde er Fünfter, bei den Weltmeisterschaften 2013 in Moskau gewann er nach Disqualifikation des ursprünglichen Siegers Alexandr Iwanow aus Russland Silber. 2015 wurde er in Peking Weltmeister.

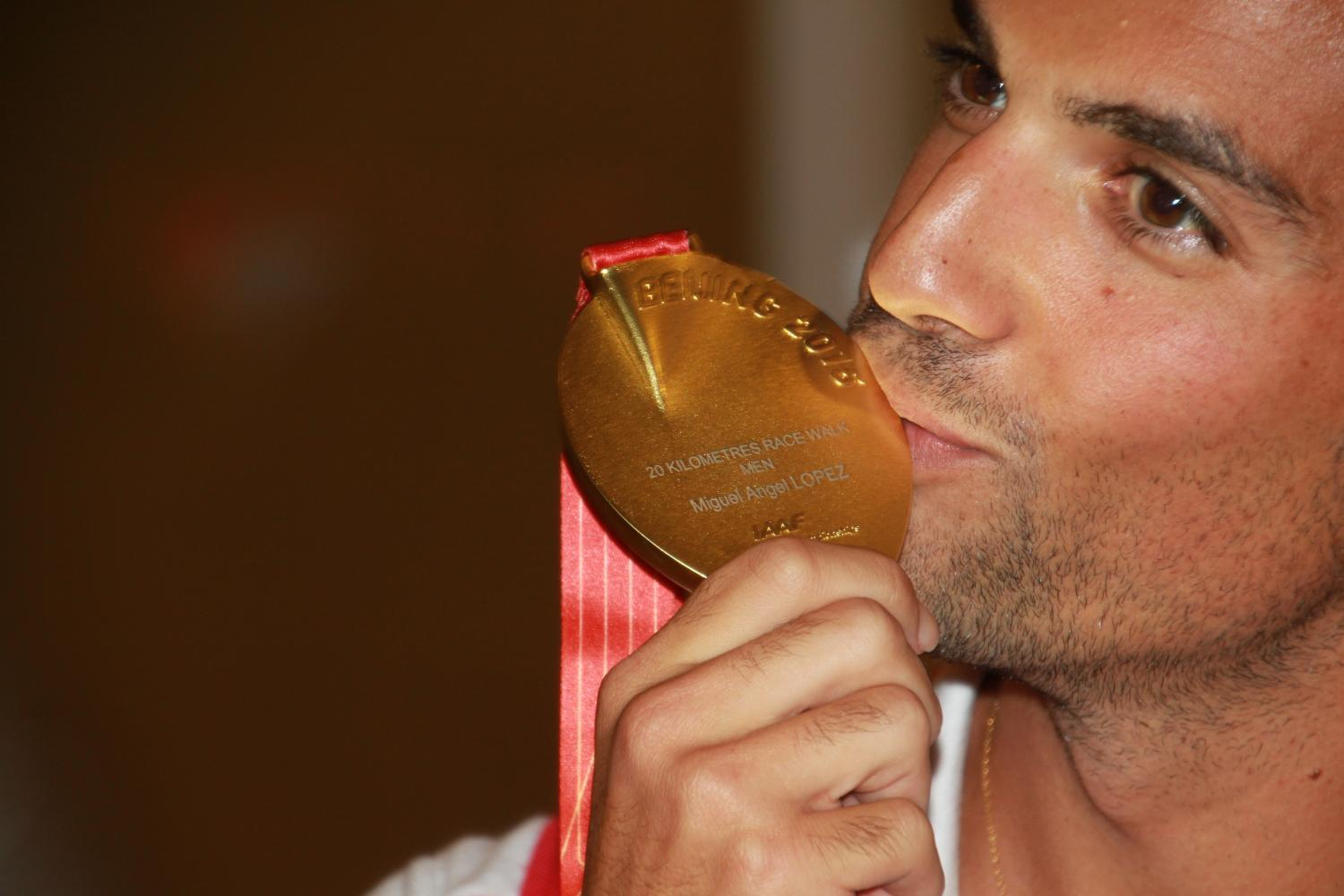
Weltmeister 2015

2010 wurde er spanischer Meister im 20-km-Gehen und 2010, 2012 sowie 2013 im 10.000-Meter-Gehen.
Miguel Ángel López ist 1,81 m groß und wiegt 70 kg. Er startet für den UCAM Athleo Cieza und wird von José Antonio Carrillo trainiert.

## Persönliche Bestzeiten
- 10.000 m Gehen: 38:53,42 min, 29. April 2015, Cartagena
- 20 km Gehen: 1:19:14 h, 23. August 2015, Peking